# August Nilsson
August Nilsson (ur. 15 października 1872 w Trollenäs w gminie Eslöv, zm. 23 maja 1921 w Sztokholmie) − szwedzki przeciągacz liny i lekkoatleta.
Nilsson wziął udział w Igrzyskach Olimpijskich w 1900 w Paryżu. Zajął 8. miejsce w skoku o tyczce i 9. miejsce w pchnięciu kulą. Był także członkiem drużyny mieszanej (zespołu duńsko-szwedzkiego), razem z Edgarem Aabye, Charles Wincklerem, Eugenem Schmidtem, Gustafem Söderströmem i Karlem Gustafem Staafem, z którymi, startując przeciwko francuskiej drużynie w przeciąganiu liny, zdobył złoty medal.